# Цецьори
Цецьори (пол. Cieciory) — село в Польщі, у гміні Турошль Кольненського повіту Підляського воєводства.
Населення — 346 осіб (2011).
У 1975-1998 роках село належало до Ломжинського воєводства.

## Демографія
Демографічна структура станом на 31 березня 2011 року:
|          | Загалом | Допрацездатний вік | Працездатний вік | Постпрацездатний вік |
| -------- | ------- | ------------------ | ---------------- | -------------------- |
| Чоловіки | 177     | 34                 | 120              | 23                   |
| Жінки    | 169     | 36                 | 88               | 45                   |
| Разом    | 346     | 70                 | 208              | 68                   |